# مورغان جيمس
مورغان جيمس (بالإنجليزية: Morgan James)‏ هي مغنية وملحنة ومغنية مؤلفة وكاتبة أغاني وممثلة أمريكية، ولدت في 24 نوفمبر 1981 في بويسي في الولايات المتحدة.

## وصلات خارجية
- الموقع الرسمي
- مورغان جيمس على موقع IMDb (الإنجليزية)
- مورغان جيمس على موقع روتن توميتوز (الإنجليزية)
- مورغان جيمس على موقع ميوزك برينز (الإنجليزية)
- مورغان جيمس على موقع قاعدة بيانات برودواي على الإنترنت (الإنجليزية)
- مورغان جيمس على موقع أول ميوزيك (الإنجليزية)
- مورغان جيمس على موقع ديسكوغز (الإنجليزية)